# 长阳土家族自治县
长阳土家族自治县是中国湖北省宜昌市所辖的一个自治县。位于鄂西南山区、清江中下游，是一个集老、少、山、穷、库于一体的特殊县份。1984年7月，经中国国务院批准设立长阳土家族自治县。总面积为3386.4平方公里，自治县人民政府驻地在龙舟坪镇。

## 行政区划
长阳土家族自治县下辖8个镇、3个乡：
龙舟坪镇、高家堰镇、磨市镇、都镇湾镇、资丘镇、渔峡口镇、榔坪镇、贺家坪镇、大堰乡、鸭子口乡和火烧坪乡。

## 人口民族
根据第七次人口普查数据，截至2020年11月1日零时，长阳土家族自治县常住人口336922人。
2007年户籍人口为417,681人。境内有土家族、汉族、苗族、满族、蒙古族、侗族、壮族等23个民族，其中土家族约占51%。

## 历史沿革
- 旧石器时代中期，有距今18.5万年的“长阳人”穴居洞中。新石器时代晚期，有巴人著名首领廪君成为部落联盟首领。
- 夏商时期，巴族势力范围已经跨越清江流域，直逼中原，以致周武王姬发剪灭殷商还借助了巴人的力量。在颠覆商纣的牧野之战中，“巴师勇锐，歌舞以凌，殷人前徙倒戈，故后世称之曰‘武王伐纣，前歌后舞’”。周武王对巴人的勇武大加赞赏，“武王既克殷，以其宗姬封于巴，爵之以子”，这是巴人建国的最早记录。
- 春秋战国时期，巴人与东边强大的楚国争斗达数百年之久，后因内乱，加之秦楚夹击，势力日渐削弱，直至公元前316年为秦惠文王所灭。
- 公元前221年，秦始皇统一六国，推行郡县制，分天下为36郡，长阳之地属黔中郡。
- 刘邦夺取天下后建立汉朝，置“佷山县”，县治州衙坪，为长阳建县之始。公元前202年刘邦改黔中为武陵，佷山县隶属武陵郡（据《汉书》卷二十八上1594页），从此，佷山作为县级行政建制长期处于封建中央集权政府的管辖之下。
- 东汉时期，“佷山县隶属江陵南郡”（《后汉书》卷二十二3480页）。建安年间，曹操“尽得荆州之地，分南郡枝江以西立临江郡”（《晋书》卷十五454页），佷山县又属临江郡。
- 三国时期，公元208年，赤壁大战曹操败于孙刘联盟，退出江南，“于是南郡、零陵、武陵以西为蜀，……蜀分南郡立宜都郡”（《晋书》卷十五454、456页），佷山县又属宜都郡。之后，吴蜀争夺荆、湘多年，佷山时而归蜀汉，时而归东吴。两晋时期，“晋平吴，（佷山县）改为清流县，置宜都郡地隶焉，寻复为佷山”（乾隆本《长阳县志》卷一）。
- 南北朝时期，县域建制随王朝更迭而屡有变化。在此期间，县域内先后有方山县、宜昌县、盐水县、巴山县等建制，或一县单置，或数县并立。（佷山）“改为方山县，寻废，复佷山县”（乾隆本《长阳县志》卷一）。“盐水，后周置县，并置资田郡”，“巴山，梁置宜都郡宜昌县，后周置江州”（《隋书》卷三十一890页），县治也一度迁至资丘等地。
- 隋朝统一全国后，于开皇八年（588年）置长杨（疑为“阳”）县，隶属南郡（据《隋书》卷三十一888页），县治迁至龙舟坪。
- 唐朝“武德四年（621年），以县置睦州，并置巴山、盐水二县。武德八年（625年）睦州废，省盐水，以长阳、巴山隶东松州，……贞观八年（634年），废东松州，长阳改隶峡州夷陵郡，……。天宝八载（749年）省巴山入长阳”（《唐书》卷四十1028页）。长阳作为县名于唐朝见诸史书，并延用至今。
- 五代时，藩镇割据，高季兴父子建立荆南（南平），长阳隶属江陵府峡州（据《十国春秋》卷一百一十二1623页）。
- 宋朝，长阳隶属荆湖北路（据《元史》卷五十九1418页）。
- 元朝，长阳隶属荆湖北道峡州路（据《元史》卷五十九1418页）。
- 明朝，长阳隶属湖广布政使司荆州府夷陵州（据《明史》卷四十四1081、1082页）。
- 清朝，“长阳，雍正六年（1728年）属湖北布政使司直隶之归州”，“十三年（1735年），宜昌升为府，……长阳、兴山、巴东来属”（《清史稿·地理志》）。
- 民国初，废除府州建制，湖北分设江汉、襄阳、荆南3道，共辖69县，长阳隶属荆南道。后分全省为11和8个行政督察区，长阳先后属第九、第六督察区。
- 中华人民共和国建立后
  - 土地革命时期，先后建立了四届县委、三届县苏维埃政府（包括长巴县苏维埃政府），苏区面积一度达到3300平方公里（现属长阳的有2300平方公里），占当时全县总面积的80%。
  - 1949年6月，中共长阳县委、县人民政府在荆门组建。7月18日，龙舟坪解放，县委、县人民政府随即迁于此地。
  - 1958年11月至1961年5月，宜都工业区行政公署撤销后，长阳改隶宜昌专员公署。1984年7月13日，国务院以国函字115号文件批准撤销长阳县，建立长阳土家族自治县，仍隶属宜昌专员公署。1992年地市合并后，长阳隶属宜昌市管辖。
  - 2000年，长阳土家族自治县辖9个镇、7个乡。
  - 2001年1月5日，长阳土家族自治县对乡镇行政区划作出重大调整，由原来的9镇7乡调整为8镇3乡：1、津洋口和龙舟坪合并，2、麻池和都镇湾合并，3、黄柏山和资丘合并，4、乐园和榔坪合并，5、枝柘坪和渔峡口合并。

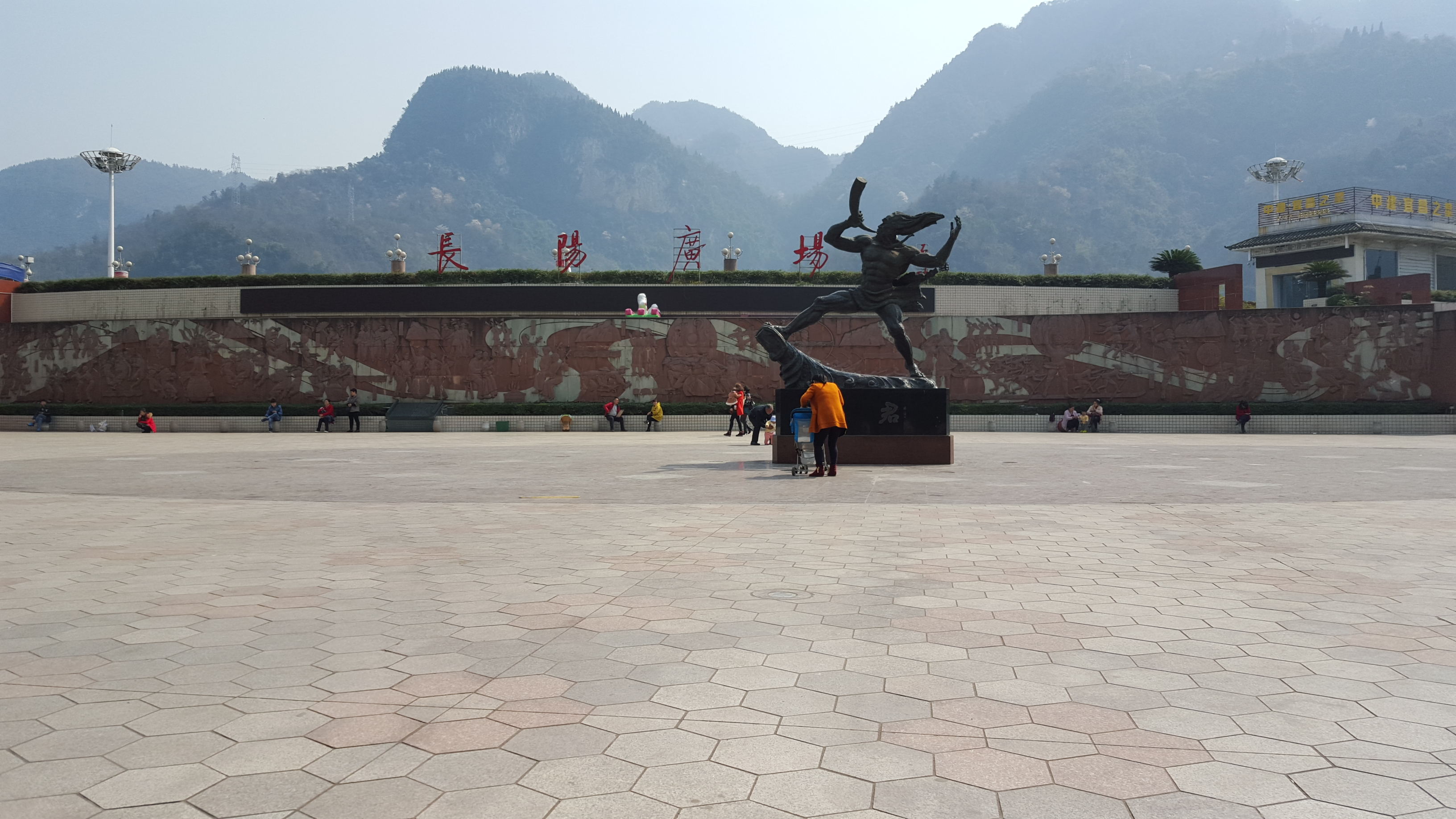
长阳广场
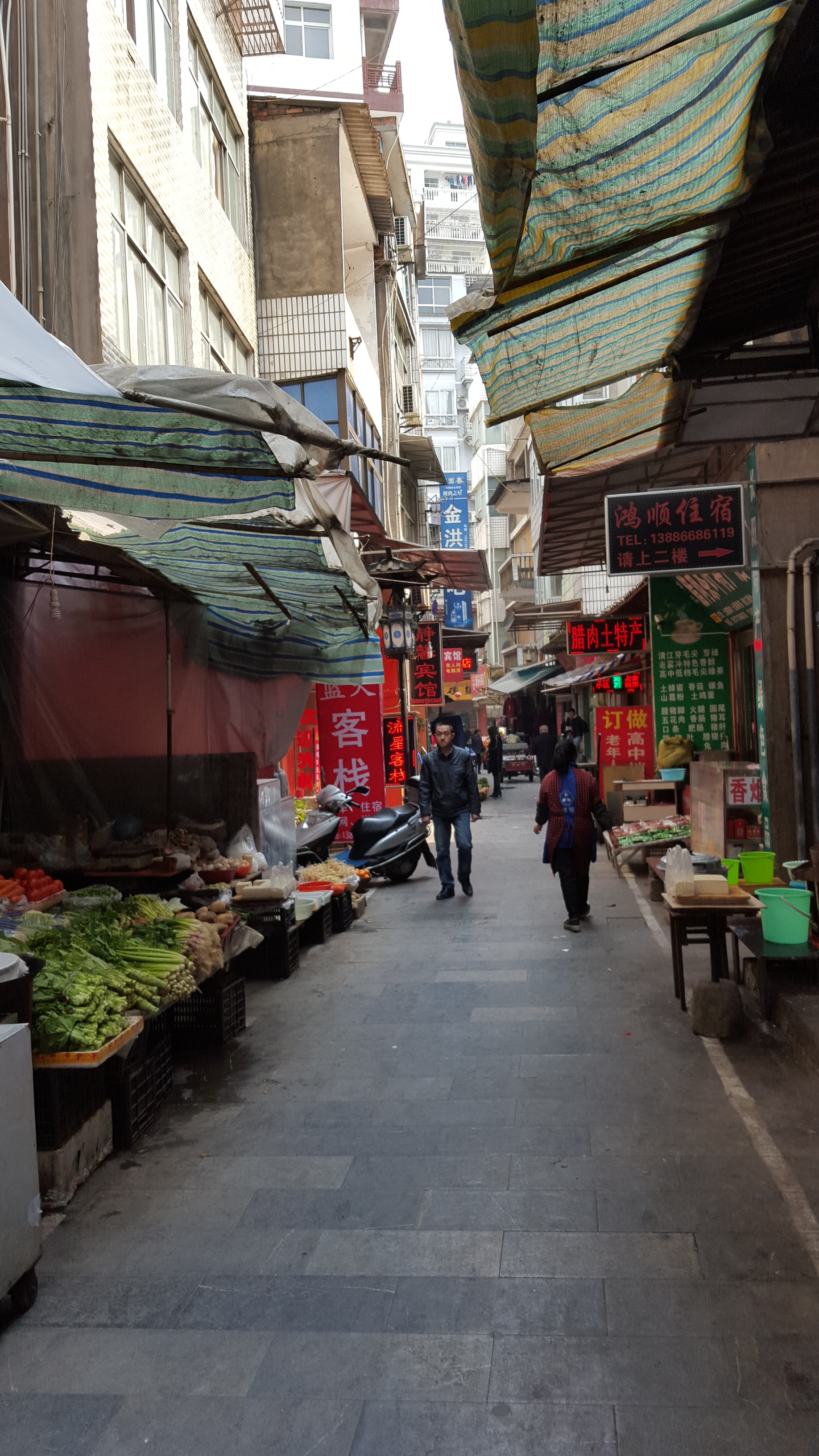
老街 (街道)
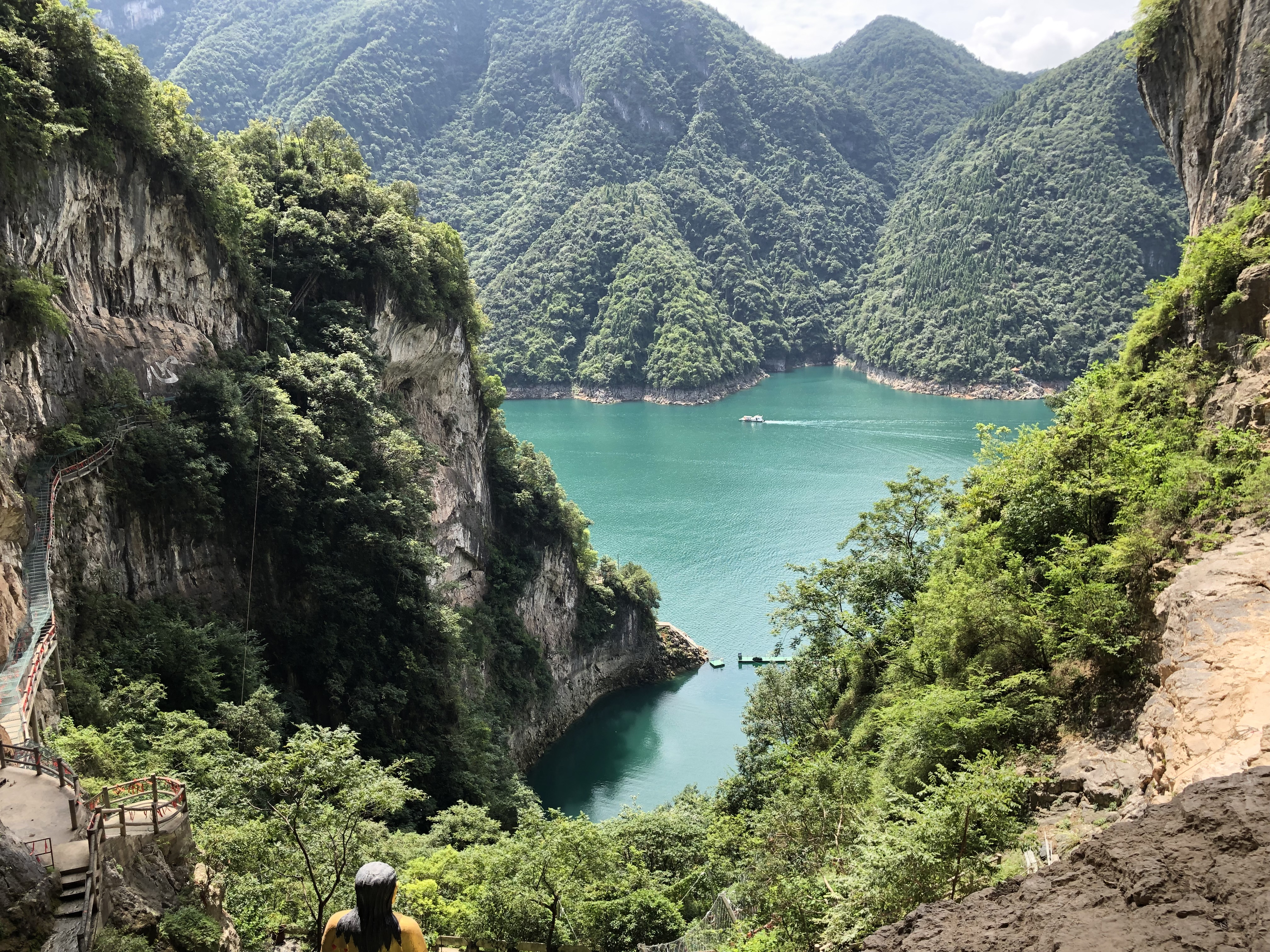
清江
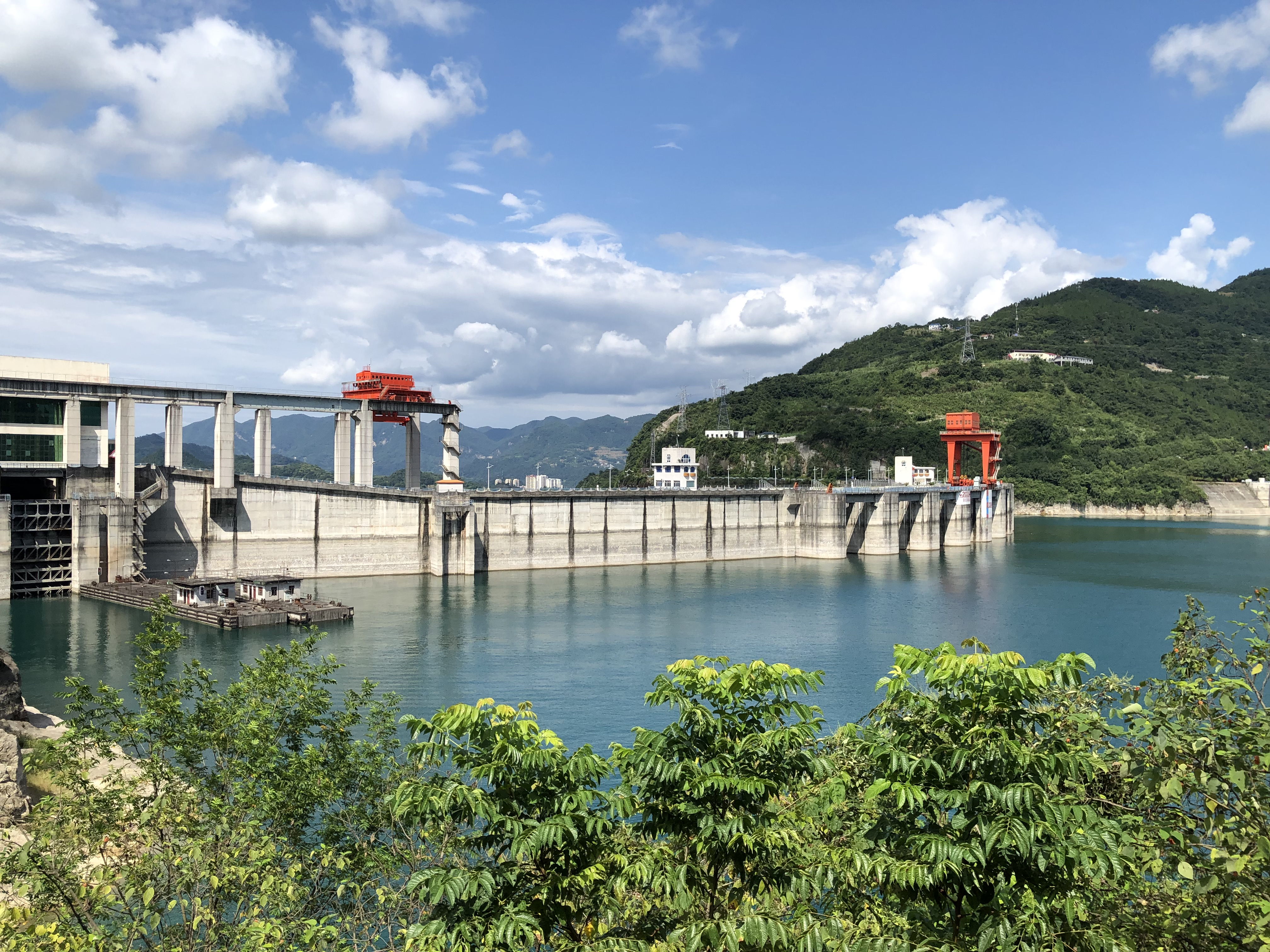
隔河岩水电站
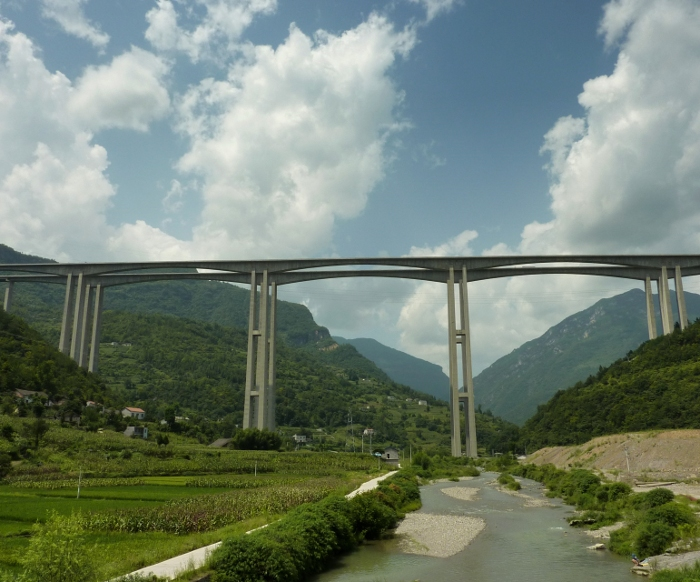
龙潭河大桥
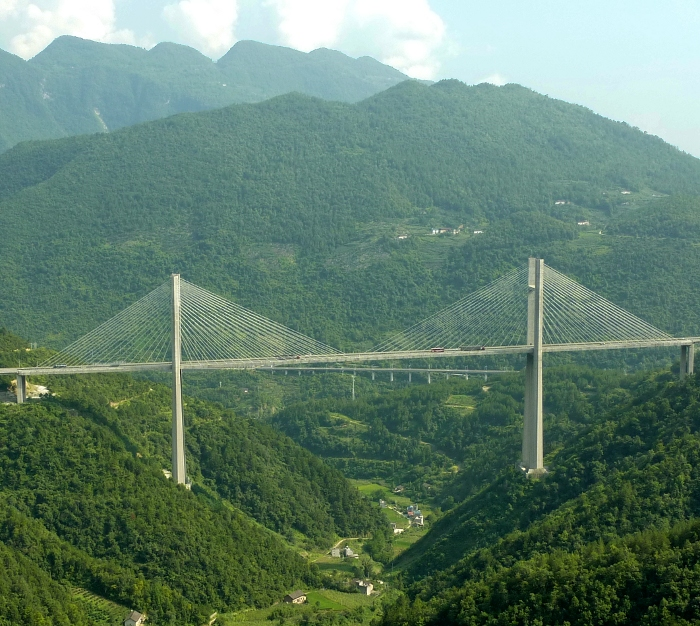
铁罗坪大桥